# مونفورت هایتس ساوت اوهایو
مونفورت هایتس ساوت اوهایو (به انگلیسی: Monfort Heights South) یک منطقهٔ مسکونی در ایالات متحده آمریکا است که در شهرستان همیلتون، اوهایو واقع شده‌است. مونفورت هایتس ساوت اوهایو ۸٫۰ کیلومتر مربع مساحت و ۴٬۴۶۶ نفر جمعیت دارد.